# Euboarhexius
Euboarhexius är ett släkte av skalbaggar. Euboarhexius ingår i familjen kortvingar.
Kladogram enligt Catalogue of Life:
| Euboarhexius | \| \| Euboarhexius dybasi \| \| \| \| \| \| Euboarhexius perscitus \| \| \| \| \| \| Euboarhexius sinus \| \| \| \| \| \| Euboarhexius trogasteroides \| \| \| \| |
|              | \| \| Euboarhexius dybasi \| \| \| \| \| \| Euboarhexius perscitus \| \| \| \| \| \| Euboarhexius sinus \| \| \| \| \| \| Euboarhexius trogasteroides \| \| \| \| |
|              | Euboarhexius dybasi |
|              | |
|              | Euboarhexius perscitus |
|              | |
|              | Euboarhexius sinus |
|              | |
|              | Euboarhexius trogasteroides |
|              | |